# Lonchodes dajak
Lonchodes dajak är en insektsart som beskrevs av Günther 1943. Lonchodes dajak ingår i släktet Lonchodes och familjen Phasmatidae. Inga underarter finns listade i Catalogue of Life.